# Gil vander Heyden
Gil vander Heyden (Hoboken, 30 mei 1937) is een Vlaams auteur van kinder- en jeugdboeken en dichter.

## Werk
Haar eerste boekje, Het jongetje van chocola, verscheen in 1969. Ze vertelt: “Mijn eerste boekje had een kort verhaal moeten worden, maar ik kon niet stoppen met schrijven en het werd een tekst van 30 bladzijden. Ik stuurde het verhaal naar een uitgever. Die gaf het uit en woeps, ik had een boek.”
Andere boeken van haar zijn onder andere:
Voor 12-plussers
- Twee vrienden te laat. Houtekiet, Antwerpen
- Een stem van papier. Houtekiet, Antwerpen
- Woensdag maar vanavond niet. De Vries- Brouwers, Antwerpen
- De chipseter. Averbode, Averbode (4de druk - pocket)
- Uit het water gefloten. Houtekiet, Antwerpen - 1996
- Splitrok en notencake. Averbode, Averbode
- Die andere Torn. Averbode, Averbode
- Mijn vader is een vis. Kartonnen Dozen, Antwerpen - 2017 / Distributie: Epo

Poëzie
- Taartjes van glas. Bakermat, Mechelen/Amsterdam - 1997, 2de druk
- Een verre winterjas. Houtekiet, Antwerpen
- Een puntje krokus. Bakermat, Mechelen
- Opgevouwen Wit. Bakermat, Mechelen/Amsterdam
- De zachte dwang van regen. DiVers, Amsterdam
- Liefde zat je als gegoten. Clavis, Hasselt/Amsterdam
- Kleine stemmen. Clavis, Hasselt/Amsterdam/New York

Voor vanaf 8-9 jaar
- Janie vraagt of je komt. Standaard, Antwerpen
- Gedachten komen in de nacht. Houtekiet, Antwerpen
- Straks fiets ik je voorbij. Houtekiet, Antwerpen
- De stoel van opa Dolk. Davidsfonds/Infodok, Leuven
- Een put in de lucht (samen met Daniel Billiet). Afijn, Hasselt
- Seppe is een trein. Clavis (Afijn), Hasselt/Amsterdam
- Het knettert in Jaspers hoofd. Clavis (Afijn), Hasselt/Amsterdam
- Vogelmeisje. Clavis, Hasselt/Amsterdam

Voor eerste en tweede leerjaar
- Beloofd is beloofd. Bakermat, Mechelen
- Ik versta je wel. Bakermat, Mechelen
- De andere kant van de wereld. De Boeck, Antwerpen
- Broers. Maretak, Assen
- Een stem in een buis. De Boeck, Antwerpen
- Regen waar je niet nat van wordt. Maretak, Assen
- Boeven en rode hartjes. Maretak, Assen

Toneel voor kinderen
- Een put in de lucht (met Daniel Billiet)

Daarnaast publiceerde vander Heyden in 2000 het Vlaams Filmpje De dag dat de schoolpoort te smal was en schreef ze voor tijdschriften als TOP magazine en vanaf het eerste nummer (2016) voor het poëzietijdschrift DICHTER, een uitgave van Stichting Plint - E!ndhoven.

## Prijzen
Ze kreeg voor haar werk tweemaal de Rotaryprijs en driemaal de prijs van de provincie Antwerpen; de laatste keer in 1996 voor haar jeugdroman 'Uit het water gefloten'. In 1984 werd ze laureate van de vijfjaarlijkse Lavkiprijs en in 1998 en in 2001 won ze de tweejaarlijkse poëzieprijs Dichter bij Jeugd. Blij was ze ook met het erediploma Premio Europeo di Letteratura Giovanile 'Pier Paolo Vergerio' voor haar jeugdroman De chipseter. In 1991 won ze de eerste prijs in de auteurswedstrijd Internationaal Jaar van de Alfabetisering.
In 2014 werd haar poëziebundel 'Kleine stemmen' bekroond met een Zilveren Griffel.

Voor het poëzietijdschrift DICHTER schreef ze (vanaf het allereerste nummer) een 30-tal gedichten (uitgave Stichting Plint).
Ze is een van de vier auteurs-dichter van de met lof overladen bundel {Wees welkom boven op mijn beste hoed} (een uitgave van uitgeverij De Eenhoorn).
Voor de OKAN op vraag van de overheid (Min. Ond.) 1 verhaal en 1 gedicht.
In <Het gras lacht groen>, uitg. De Eenhoorn) 1 gedicht.
In Poëziekalender Plint 2024 werden 6 gedichten opgenomen.
In Project Poëziesterren aug. 2023) bloemlezing (gedichten door kinderen gekozen): gedicht Brullende monden.
In <Heel de wereld wordt wakker> (bloemlezing Gottmer-3de druk): 7 gedichten opgenomen.
Ook in de bloemlezzing van Ploegsma (7de druk) werden diverse gedichten opgenomen.